# Koumbia
Koumbia là một tổng thuộc Tuy (tỉnh) ở phía nam Burkina Faso. Thủ phủ là thị xã Koumbia. Dân số năm 2006 là 36.195 người.

## Các thị xã và làng xã
Bonsè, Djui, Dougoumato I, Dougoumato II, Gombélédougou, Kongolékan, Lopohin, Makognadougou, Man, Pê, Pohin, Sébédougou và Waly.